# Catedral de Rancagua
A Catedral de Rancagua (castelhano: Catedral de Rancagua) é uma catedral católica na cidade de Rancagua, Região de O'Higgins, no Chile. Localiza-se em frente à histórica Praça dos Heróis, onde teve lugar a Batalha de Rancagua.

## História
A paróquia foi criada pelo Bispo de Santiago, Diego de Medellín, em 1550, desmembrando-a da Paróquia El Sagrario de Santiago. A obra da Catedral teve início na época do então pároco Francisco Troncoso (1861 - 1864), a partir da planta do arquiteto Juan Herbage (1861). Posteriormente, Eusebio Chelli completou o projeto, desenhando as torres, que foram erguidas em 1937.
Em 27 de fevereiro de 2010, sofreu danos significativos durante o terremoto no Chile. Após passar por um processo de restauração, a Catedral foi reinaugurada em 21 de abril de 2011.